# Bostelaar (Patriziergeschlecht)

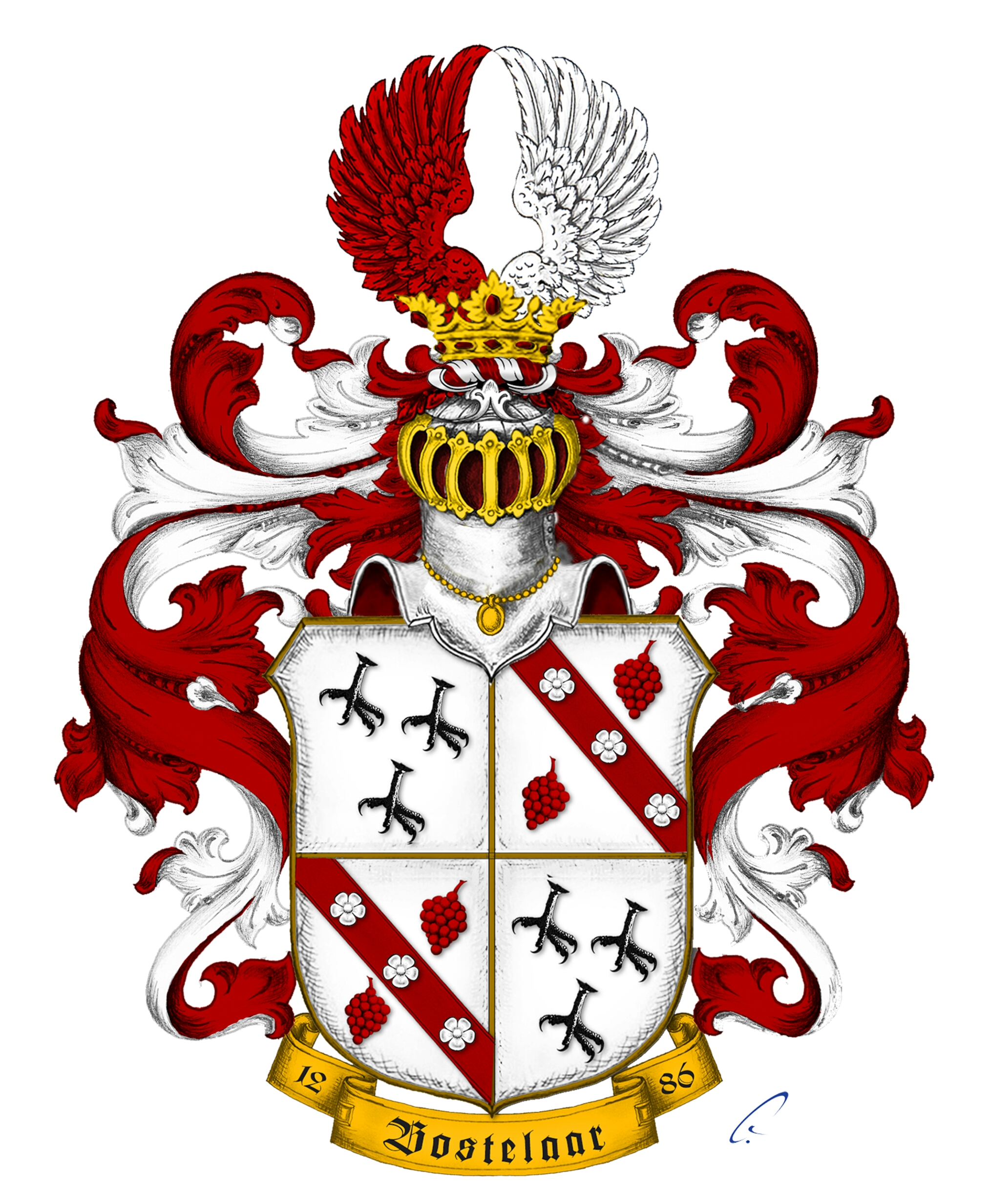
Wappen der Familie Bostelaar

Bostelaar ist der Name eines alten Middelburger Patriziergeschlechts (ältere Schreibweise Borselaer bzw. Borsselaere). Mit einer lückenlosen Stammreihe, zurückgehend bis zum Jahr 1286 sind sie eine der ältesten noch bestehenden Familien Zeelands.

## Geschichte

### Ursprung
1286 beginnt die gesicherte Stammreihe der Familie Bostelaar mit der Geburt von Hannekijn Johannes Borsselaere in Middelburg. Über seine Vorfahren sind keine gesicherten Quellen vorhanden. Schon im späten Mittelalter wurde jedoch in der Familie eine Genealogie geführt, welche die Lebenszeiten der Mitglieder ab dem 13. Jahrhundert belegt. Mit großer Sicherheit ist der Ursprung der Familie eng verbunden mit der bedeutenden Zeeländischen Adelsfamilie van Borsselen. In Mattheus Smalleganges „Nieuwe Cronyk van Zeeland“ bzw. in der darin enthaltenen „Beschrijving van den Zeelandschen adel“ aus dem Jahre 1696 wird dieser Ursprung bestätigt. Inwiefern sich die Herkunft aus der Familie v. Borsselen verhält ist jedoch nicht bekannt. Wahrscheinlich ist, dass es sich um einen sehr frühen Familienzweig handelt, entstanden aus einem Nachkommen einer morganatischen Ehe oder einem Sohn der aufgrund rechtlicher Vereinbarungen (Primogenitur) nicht berücksichtigt wurde. Nichtsdestotrotz ist die Familie Bostelaar mit einer gesicherten Stammreihe Ende des 13. Jahrhunderts beginnend, eine der, wenn nicht die älteste noch bestehende Familie Zeelands.

### 14. bis 21. Jahrhundert
Der geografische Ursprung der Familie liegt in der Region um das spätere Dorf Borsele, errichtet in der Umgebung des versunkenen Dorfes Monster. Noch Mitte des 16. Jahrhunderts besitzt Adriaan Henderiksz Borselaar (auch Borselaar geschrieben), u. a. Bürgermeister von Middelburg, in der Region ein Gut. Hier befand sich ebenfalls, bis zu seinem Verfall Mitte des 16. Jahrhunderts, das Stammhaus der Familie v. Borsselen „Slot Troje“ auf dem gleichnamigen „Berg Troje“ aus dem 10. Jahrhundert. Im 15. Jahrhundert verlegte die Familie ihren Stammsitz nach Veere auf die Zandenburg.
In schriftlich belegten Zeiten waren die frühen geografischen Zentren der Familie Bostelaar Middelburg, Goes und Ritthem, welche sich bis heute erhalten haben. Innerhalb dieser Städte und in den angrenzenden Verwaltungsbezirken Zeelands wirkten die Familienmitglieder in der Regierung und Verwaltung und scheinen durchgehend im Handel beschäftigt gewesen zu sein. Aber auch als Großgrundbesitzer, Reeder, Inhaber von Pferdezuchten und Gelehrte/Mediziner treten die Bostelaars in der Folgezeit hervor.
Seit Hannekijn Johannes Borsselaere (1286–1340) lebt ein Zweig der Familie bis heute fast lückenlos in Middelburg. Sein Enkel, Jan Borsselaere, geboren 1340 stand in den Diensten Albrechts I. von Bayern. In dieser Funktion wurde er 1389 nach Rom zum  Papst Bonifatius IX. geschickt um seine Unterstützung in der Wahl seines Sohnes Herzog Johanns III. zum Bischof von Lüttich zu sichern. Vier Jahre später, im Jahr 1393 wurde er ein weiteres Mal nach Rom geschickt, um die Unterstützung des Papstes für die Wahl des von Albrecht I. gestellten Kandidaten Rutger van Bronckhorst als Bischof von Utrecht zu sichern.
Bis auf die lückenlos vorhandenen Geburtsjahren der weiteren Nachkommen ist keine Kenntnis über die Aktivitäten der Familienmitglieder im 15. Jahrhundert vorhanden. Erst zu Beginn des 16. Jahrhunderts liegen diesbezügliche Belege vor.
Jan Adriaan Borselaere, geboren im Jahr 1470, tritt ab März 1514 als Eigentümer einer Reederei in Erscheinung. Sein (Zwillings-)Bruder Jacop Borselaere war Ratsherr der Stadt Middelburg, 1510 Krankenhausmeister (Gaasthuismeester), 1518 Schöffe (Schepen) und 1520 Kwartiermeester.
Sebastiaan Pieter Borselaar (geboren 1495), Sohn von Jan Adriaan Borselaere, war Middelburger Ratsherr und in den Jahren 1542 bis 1548 Bürgermeister von Middelburg. Sein fünf Jahre jüngerer Bruder Adriaan Henderikse Borselaar war im Jahr 1543 Kwartiermeester und Gaasthuismeester von Middelburg, 1551 Bürgermeister von Middelburg, 1545–1558 (unterbrochen durch das Jahr seiner Amtierung als Bürgermeister) Schepen. Zudem amtierte er als Gecommitteerde van Walcheren. Verheiratet war er in erster Ehe mit Janneken Bartels de Loobeele. Seine zweite Ehefrau war Paschina Favolius (Tochter von Franciscus Favolius aus Pisa).
Sein Sohn aus zweiter Ehe, Cornelis Pieter Borselaer (geboren 1550) war Verheiratet mit Pieternella van Stapelen (nach dem Tod ihres Ehemanns heiratete sie 1637 Cornelis Willem Eversdijck, stirbt jedoch schon 1638). Ein im Jahr 1600 von Gortzius Geldorp gemaltes Porträt von Cornelis Pieter mit seiner Frau ist verschollen.
Der jüngere Bruder Antheunis Adriaan Borselaer, geboren 1545, erscheint als Großgrundbesitzer und Besitzer einer Pferdezucht in Ritthem. Verheiratet mit Janneke Jakops ist er ab Juni 1621 Schepen von Vlissingen.
Sein Sohn Pieter Antheunis Borselaer, geboren 1565, tritt von 1621 bis 1625 als Gezworene bzw. Schepen van Zuidwatering in Erscheinung. In erster Ehe war er verheiratet mit Magdalena Jacobs, seine zweite Ehefrau war Neeltje Cornelis Jongepier.
Sein Sohn Cornelis Pieters Borselaer, geboren am 26. Dezember 1619 in Ritthem, war als Chirurg im Südafrikanischen Fort „Goede Hoop“ bzw. „Kasteel de Goede Hoop“ aktiv, welches den Grundstein für die Stadt Kapstadt legte. Sein Sohn Cornelis Borselaer, geboren am 1. Oktober 1645 in Ritthem, war ebenfalls Mediziner und hatte ab 1663 an der Universität Löwen studiert.
Die Kategorisierung des Standes der Familie ist teilweise schwierig. Ursprünglich ist die Familie dem Uradel zugehörig. In späterer Zeit, insbesondere im 16. und 17. Jahrhundert, ist sie eher dem Patriziat zuzuordnen. Schon im 13. Jahrhundert scheint es die Familie, wie viele Patrizier- und Regentenfamilien der Niederlande, in die Stadt gezogen zu haben, wobei ländliche Besitzungen in der Familienhand blieben. Ursache war wohl, dass der adelige Lebensstandard nicht erhalten werden konnte, sodass man als „Welgeborener“ bzw. Ritter galt, also ein Edler war, jedoch rechtlich nicht mehr dem Adel zugehörte. Mit dem 16. Jahrhundert, welches als Blütezeit der Familie zu werten ist, veränderte sich jedoch dieser Stand. Höchste Ämter in der Verwaltung und Regierung, insbesondere in der Stadt Middelburg sowie die Heirat in Familien des Adels (Favolius, van Hoogelande) bewirken eine Zugehörigkeit in das hohe Patriziat. An dieser Stelle ist aufzuführen, dass es in Zeeland üblich war Adel auch über die mütterliche Seite zu vererben. Aufgrund eines geringen Anteils an Adel, gemessen an der Gesamtpopulation des Landes (4 % im Jahre 1431), versuchte man so den Erhalt der Führungsschicht zu sichern.
Mit dem allmählich voranschreitenden wirtschaftlichen Niedergang der Region und dem beginnenden Bedeutungsverlust Zeelands zum Ende des 18. Jahrhunderts nimmt gleichsam auch die Bedeutung der Familie Bostelaar ab. Ursache war der Wegfall des Handels durch die Versandung des Kanals von Welzingen nach Middelburg, welcher großen Handelsschiffen und der Kriegsmarine die Einfahrt in die Stadt ermöglicht hatte. Auch die ökonomisch fatalen Folgen des vierten Englisch-Niederländischen Krieges mit der kurz darauf folgenden Besatzung durch die Franzosen war für viele Familien schwer zu tragen. Zeeland wurde kein Zentrum der beginnenden Industrialisierung und blieb agrarisch geprägt. Als Folge dieser Entwicklung verbreitet sich die Familie in weite Teile des Landes. Zu den früheren Abwanderungsbewegungen nach Utrecht und Mechelen, wo Familienmitglieder schon spätestens seit dem frühen 17. Jahrhundert anwesend waren und Familienzweige begründeten, kommen nun Rotterdam und Amersfoort hinzu. In Mechelen ist aufgrund enger Handelsbeziehungen und Reisetätigkeiten von Familienmitgliedern aus Middelburg schon eine frühere Anwesenheit belegt. Hier ist auch ein eigenes Familienwappen überliefert, welches den dort ansässigen Familienmitgliedern verliehen wurde. Der dortige Zweig erscheint unter dem mit der Zeit leicht veränderten Namen Bosselaer im 1952 herausgegebenen „Tables ascendantes ou Quartiers Généalogiques des familles de la noblesse Belge“.
Ende des 19. und Anfang des 20. Jahrhunderts folgten einige Familienmitglieder der zunehmenden Auswanderungsbewegung in die Vereinigten Staaten von Amerika. Frühes Siedlungszentrum ist Michigan, wobei von hier ausgehend weitere Teile des Landes, u. a. Kalifornien und Florida bewohnt werden. Seit den 1950er Jahren sind ebenfalls Familienmitglieder in Australien und Kanada vertreten. Seit den 1980er Jahren ist der Zeeländische und älteste Familienzweig auch in Deutschland ansässig. Weitere Familienmitglieder leben in Sagres, Portugal. Der Bonner Historiker und Archivar Jan Bostelaar befasst sich unter anderem mit der Familiengeschichte.

### Wappen

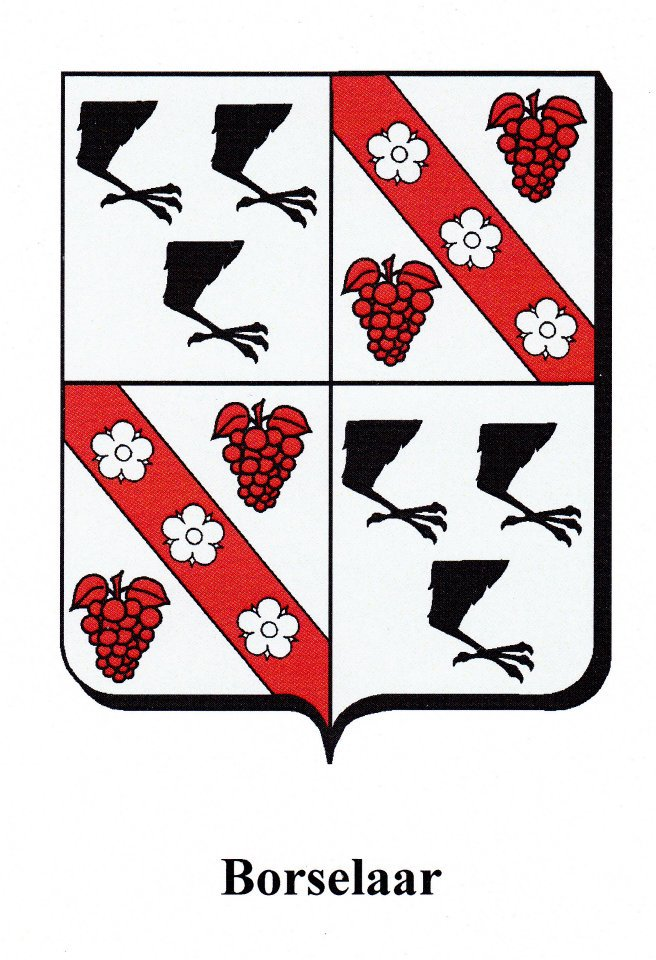

Blasonierung: Geviertes Wappen. Oben rechts und unten links auf silbernen Grund zwei rote Weinreben, getrennt durch einen mit drei silbernen Rosen besetzten roten Schrägbalken. Oben links und unten rechts auf silbernen Grund drei schwarze Adlerfänge. Die Farben des Wappens, Rot und Silber bestimmen die Gestaltung des Helmziers und der Helmdecke. Der Bügelhelm ist bekront durch eine fünfzackige Blätterkrone.
Frühe Abbildungen des Wappens finden sich unter anderem auf dem Siegel von Pieter Jacops Borsselaer aus dem Jahre 1592, welcher als Zeuge einer Urkunde des Baron van der Feltz auftritt. Zudem erscheint das Wappen im Porträt von Cornelis Pieter Borselaer und seiner Ehefrau Pieternella van Stapelen aus dem Jahre 1600. Das von Gortzius Geldorp geschaffene Porträt ist jedoch verschollen. Des Weiteren findet sich im sog. „Privilegieboek“ der St. Lucasgilde zu Middelburg das Wappen durch den Eintrag von Pieter Borselaer im Jahre 1717. Dieser wirkte im „Goldenen Jahrhundert“ in England und den Niederlanden als ein überaus bekannter Maler. Einige seiner Werke sind u. a. im Amsterdamer Rijksmuseum vorhanden. Er fertigte zahlreiche Porträts von Mitgliedern des europäischen Hochadels und das sog. Chesterfield-Porträt William Shakespeares an, welches sich in der Obhut der Shakespeare Birthplace Trust befindet. Da er Ende des 17. Jahrhunderts verstarb ist zu vermuten, dass der Eintrag posthum vorgenommen wurde. Ebenfalls erscheint es auf der Wappenkarte der Bürgermeister der Stadt Middelburg. Zudem findet sich das Wappen in verschiedenen heraldischen Sammlungen wie z. B. in Reinier van Heemskercks „Waapen boeck van adelijke en aanzienelijke famiellien in de 17 provintien van de Nederlanden“. Auch auf der Wappenkarte „Edele en Aensienelyke Geslachten in het Souverain Graefschap van Zeeland“, 1696 publiziert in der „Niuwe Cronyc van Zeeland“ ist das Wappen abgebildet. In der Kurzbeschreibung der Familie im Kapitel „Beschrijving van den Zeelandschen adel“ wird der Ursprungs der Familie beschrieben.

## Namensträger
- Pieter Borselaer (ca. 1640 bis 1717), niederländischer Porträtmaler